# Эммануэль Томас Савойский
Принц Эммануэль Томас Амедей Савойский (фр. Emmanuel-Thomas-Amédée de Savoie; 8 декабря 1687 — 29 декабря 1729, Вена), граф де Суассон — австрийский государственный и военный деятель.

## Биография
Сын Луи-Тома Савойского, графа де Суассона, и Урании де Лакрот.
Как и отец, поступил на имперскую военную службу, участвовал в войне за Испанское наследство.
В 1712 году одним из первых был пожалован императором Карлом VI в рыцари ордена Золотого руна.
Был губернатором Антверпена.
Полковник кирасирского полка, 13 мая 1716 произведен в генерал-фельдвахтмейстеры, 18 октября 1723 — в генерал-фельдмаршал-лейтенанты.

## Семья
Жена (24.10.1713, Вена): принцесса Мария Терезия фон Лихтенштейн (11.05.1694—20.02.1772), дочь князя Ханса Адама I фон Лихтенштейна и графини Эдмунды Марии Терезии фон Дитрихштейн, наследница герцогства Троппау
Сын:
- Эжен-Жан-Франсуа Савойский (23.09.1714—23.11.1734), граф де Суассон, герцог Троппау. Жена (10.11.1734): Мария Тереза Чибо-Маласпина (1725—1790), герцогиня ди Масса, княгиня ди Каррара, дочь Альдерано Чибо-Маласпины, герцога ди Масса, князя ди Каррара, и Риччарды ди Гонзага-Новеллара